# Crypticum
| Maan-tijdschaal | Maan-tijdschaal | Maan-tijdschaal   |
| Periode         | Epoche          | Tijd geleden (Ma) |
| --------------- | --------------- | ----------------- |
| Copernicum      | Copernicum      | heden - 1100      |
| Eratosthenium   | Eratosthenium   | 1100 - 3200       |
| Imbrium         | Laat            | 3200 - 3800       |
| Imbrium         | Vroeg           | 3800 - 3850       |
| Nectarium       | Nectarium       | 3850 - 3920       |
| Prenectarium    | Bekken Groepen  | 3850 - 4150       |
| Prenectarium    | Crypticum       | 4150 - 4567       |

Het geologisch tijdvak Crypticum (van "cryptisch", "verborgen") is een onofficiële indeling in de geologische tijdschaal van de Maan. Het Crypticum duurde van de vorming van de Maan ongeveer 4500 Ma tot ongeveer 4150 Ma en is onderdeel van het Prenectarium. Op het Crypticum volgt het epoche Bekken Groepen.
Soms wordt het Crypticum ook gebruikt als een tijdseenheid in de tijdschaal van de Aarde, maar omdat van deze ouderdom geen gesteenten bewaard zijn gebleven wordt ook een dergelijke indeling niet officieel door de IRC erkend. Als het Crypticum op die manier gebruikt wordt, vormt het onderdeel van het eon Hadeïcum.